# جاسبير تينجستيدت
جاسبير تينجستيدت (مواليد 1 يونيو 2000) هو لاعب كرة قدم دنماركي يلعب في مركز المهاجم أو الجناح في نادي روسنبورغ.

## روابط خارجية
- جاسبير تينجستيدت على موقع الاتحاد الأوربي (الإنجليزية)
- جاسبير تينجستيدت على موقع اتحاد النرويج (النرويجية)
- جاسبير تينجستيدت على موقع قاعدة بيانات كرة القدم.إي يو (الإنجليزية)
- جاسبير تينجستيدت على موقع Soccerway.com (الإنجليزية)
- جاسبير تينجستيدت على موقع عالم كرة القدم.نت (الإنجليزية)